# 藤原千方の四鬼

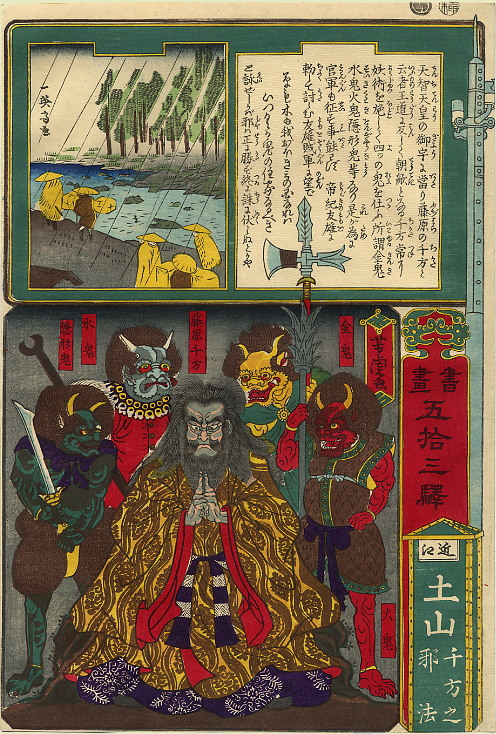
「書画五十三駅 近江土山千方之邪法」に描かれている藤原千方の四鬼

藤原千方の四鬼（ふじわらのちかたのよんき）は、三重県津市などに伝えられる伝説の鬼。

## 伝説の概要
様々な説があるが、中でも『太平記』第一六巻「日本朝敵事」の記事が最も有名。
『太平記』によると、天智天皇の時代、時の豪族藤原千方は、四人の鬼を従えていた。どんな武器も弾き返してしまう堅い体を持つ金鬼（きんき）、強風を繰り出して敵を吹き飛ばす風鬼（ふうき）、如何なる場所でも洪水を起こして敵を溺れさせる水鬼（すいき）、気配を消して敵に奇襲をかける隠形鬼（おんぎょうき。「怨京鬼」と書くことも）である。藤原千方はこの四鬼を使って朝廷に反乱を起こすが、藤原千方を討伐しに来た紀朝雄（きのともお）の和歌により、四鬼は退散してしまう。こうして藤原千方は滅ぼされる事になる。
他の伝承では、水鬼と隠形鬼が土鬼（どき）、火鬼（かき）に入れ替わっている物もある。
また、この四鬼は忍者の原型であるともされる。

## 坂上田村麻呂伝説
藤原千方の四鬼は坂上田村麻呂伝説にも登場する。

### 岩手山
『奥州南部岩手郡切山ヶ嶽乃由来』では、奥州達谷窟の岩屋に住む悪郎と高丸兄弟が苅田丸と田村丸親子を討って帝位に就き、先祖である藤原千方の無念を晴らそうと風鬼・水鬼・火鬼・隠形鬼も加えて謀議を企てていた。都に上った水鬼と隠形鬼は官女に化けて花見の宴に紛れて帝に近付いたが、田村丸に見破られて水鬼は討たれ、隠形鬼は逃げ帰った。勅命を蒙った田村丸は5万8千余騎を率いて奥州へと攻める。田村丸の弟・千歳君は城中深く攻め込み隠形鬼に囚われたが、山伏姿であらわれた秋葉山大権現が千歳君を救いだし、虚空より大磐石をふらせ、大地より火焔を湧き出させて殲滅させた。

### 熊野
三重県南牟婁郡御浜町尾呂志に「四鬼の窟」伝説が残る。四鬼の窟と呼ばれる洞窟にはかつて鬼が住んでおり、村の子供をさらっていくので人々は不安であった。熊野鬼ヶ城で鬼の首魁や手下を討伐した田村将軍は尾呂志の鬼退治に甲冑に身を固め、たくましい馬に乗ってやってきた。鬼どもと田村将軍の合戦の末、鬼を退治した将軍が窟に入ると一人の子供が藤蔓で縛られていた。

## 藤原千方の四鬼を題材にした作品

### 文楽・浄瑠璃・歌舞伎
- 『田村麿鈴鹿合戦』 （たむらまろすずかかっせん）

義太夫節浄瑠璃。作者：浅川一烏・豊田正蔵、成立：江戸時代中期（寛保元年（1741年）9月、大坂豊竹座初演）。
平安時代初期に再び現れた逆臣・藤原千方が周翁居士と称して三種の神器を奪い氷上皇子を即位させようと謀るが、桓武天皇に仕える坂上田村麿が鈴鹿山の合戦で討伐する物語。

### 漫画
- 白土三平：「忍法秘話」のエピソードに出てくる四鬼は、火鬼、土鬼、水鬼、隠形鬼となっている。
- 風が如く：第五十三ノ巻「追憶④」のエピソードに出てくる四鬼は、火鬼、風鬼、水鬼、隠形鬼。
- 東京レイヴンズSword of Song：出てくる四鬼は金鬼、風鬼、水鬼、隠形鬼。また藤原千方自身も敵役として登場する。ライトノベル「東京レイヴンズ」の公式スピンオフ・コミック。

### ゲーム
- 無双OROCHIシリーズ：金鬼、風鬼、水鬼、隠形鬼が登場している。
- 女神転生シリーズ：シリーズのⅢやSJなどに金鬼、風鬼、水鬼、隠形鬼が登場している。
- 信長の野望Online：藤原千方、金鬼、風鬼、水鬼、隠形鬼が登場している。
- あさき、ゆめみし：藤原千方、金鬼、風鬼、水鬼が登場している（怨京鬼という単語等も登場）。
- トリプルモンスターズ:風鬼、隠形鬼が登場している(藤原千方という単語も登場)。

### 原典
1. ↑  『太平記』 巻十六「日本朝敵事」